# Бринкайм
Бринка́йм (фр. Brinckheim) — коммуна на северо-востоке Франции в регионе Гранд-Эст (бывший Эльзас — Шампань — Арденны — Лотарингия), департамент Верхний Рейн, округ Мюлуз, кантон Брёнстат. До марта 2015 года коммуна административно входила в состав упразднённого кантона Сирентс (округ Мюлуз).
Площадь коммуны — 3,41 км², население — 344 человека (2006) с тенденцией к росту: 347 человек (2012), плотность населения — 101,8 чел/км².

## Население
Численность населения коммуны в 2011 году составляла 347 человек, а в 2012 году — 347 человек.
| 1962 | 1968 | 1975 | 1982 | 1990 | 1999 | 2006 | 2007 | 2011 | 2012 |
| ---- | ---- | ---- | ---- | ---- | ---- | ---- | ---- | ---- | ---- |
| 221  | 191  | 193  | 253  | 285  | 328  | 344  | 346  | 347  | 347  |

Динамика населения:

## Экономика
В 2010 году из 238 человек трудоспособного возраста (от 15 до 64 лет) 187 были экономически активными, 51 — неактивными (показатель активности 78,6 %, в 1999 году — 75,5 %). Из 187 активных трудоспособных жителей работали 180 человек (94 мужчины и 86 женщин), 7 числились безработными (1 мужчина и 6 женщин). Среди 51 трудоспособных неактивных граждан 12 были учениками либо студентами, 15 — пенсионерами, а ещё 24 — были неактивны в силу других причин.
На протяжении 2011 года в коммуне числилось 140 облагаемых налогом домохозяйств, в которых проживало 343 человека. При этом медиана доходов составила 32777 евро на одного налогоплательщика.

## Достопримечательности (фотогалерея)

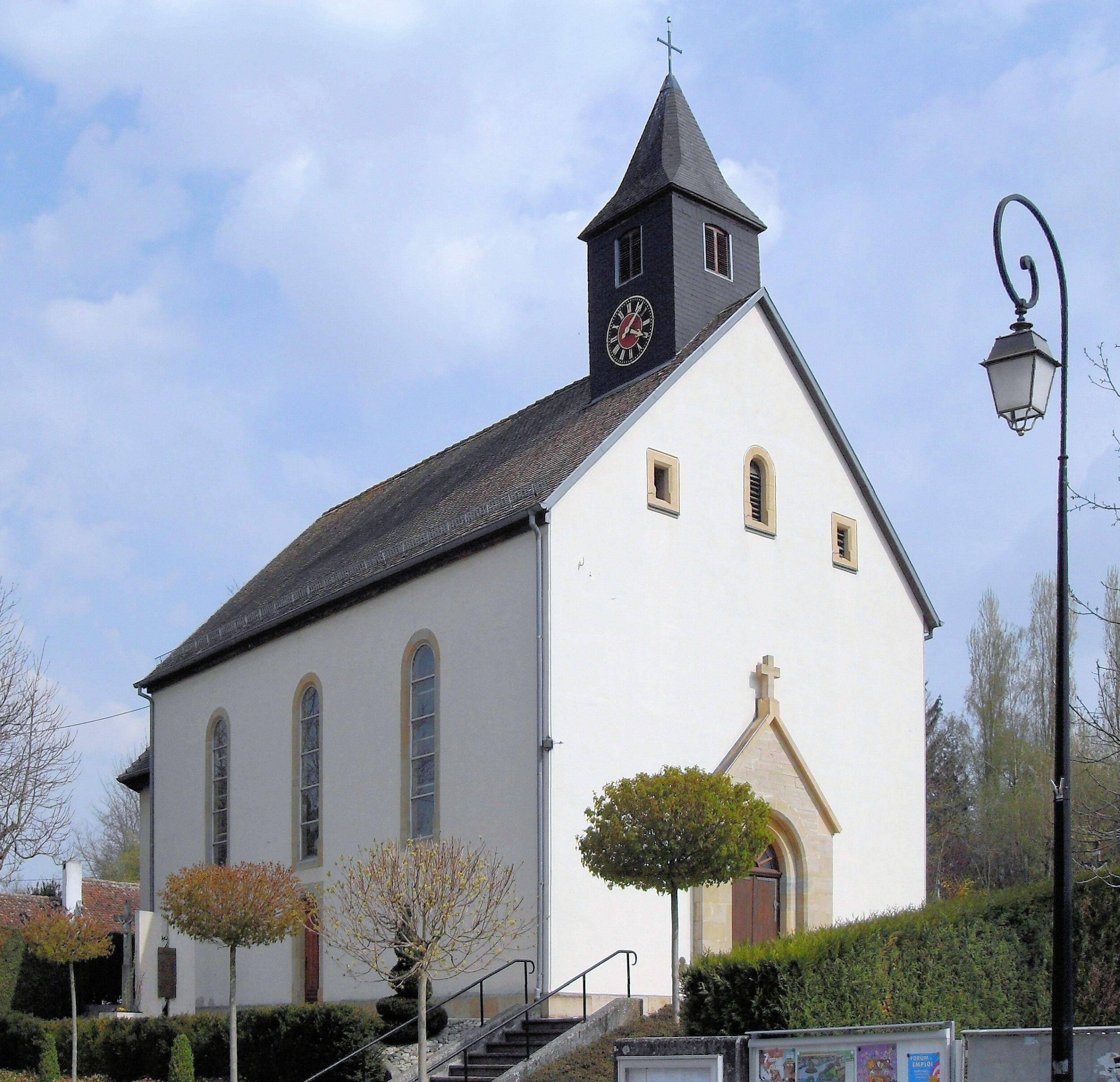
Церковь